# L'Informazione (quotidiano)
L'Informazione è stato un quotidiano nazionale italiano fondato a Roma da Mario Pendinelli, ex direttore del Messaggero, pubblicato dall'Editoriale Omnibus.

## Storia
Il quotidiano nacque con una redazione centrale a Roma, in Piazza del Popolo 18, ed una a Milano in via dell'Orso 4 ed era stampato in quattro centri stampa, a Milano, Roma, Benevento e Catania. La linea editoriale era di area liberal-democratica. Il primo editoriale, a firma del direttore Mario Pendinelli, era intitolato "Per una rivoluzione liberale".

Il primo numero è uscito il 14 aprile 1994, alla vigilia dell'insediamento del nuovo Parlamento, in formato tabloid, con 48 pagine e una tiratura iniziale di 450 000 copie.
A collaborare con Pendinelli, vennero chiamati Enrico Cisnetto e Angelo Scelzo (poi diventato sottosegretario al Pontificio Consiglio delle Comunicazioni Sociali) come vicedirettori, Gaetano Giordano, ex del Giorno, come caporedattore centrale,
Ottorino Gurgo (ex direttore del quotidiano Roma) come capo del servizio politico e Roberto Napoletano (futuro direttore del Messaggero e del Sole 24 ORE) come capo del servizio economico, Claudio Trionfera come capo del servizio spettacoli e critico cinematografico.

Nella redazione erano presenti molti giornalisti che hanno poi avuto una brillante carriera nei media o nel campo della saggistica, come Mario Giordano, Paolo Trombin, Costanza Crescimbeni, Mario Avagliano, Paolo Biondi, Andrea Manzi, Stefano De Martis, Francesco Lo Sardo, Francesco De Core, Antonio Giordano, Gloria Piccioni, Nino Petrone, Andrea Scarpa.
Tra i collaboratori e gli editorialisti: lo scrittore Ruggero Guarini, il critico teatrale Franco Cordelli, il critico musicale Mario Bortolotto e i critici cinematografici Claudio Trionfera, Umberto Silva e lo storico Pier Franco Quaglieni.
Nel 1995 L'Informazione ha cessato le pubblicazioni.